# Фого (остров)
Остров Фого (на английски: Fogo Island) е 3-тият по големина остров в провинция Нюфаундленд и Лабрадор, Канада.
Площта му е 254 км2, която му отрежда 99-о място сред островите на Канада. Население 2706 души (2006 г.)
Островът се намира на 15 км на североизток от остров Нюфаундленд, като в залива Хамилтън, отделящ го от големия остров, се намират множество малки островчета, най-голям от които е Източният Индиански остров. На 3 км на запад от Фого се намира по-малкият остров Ченч, а на север, от 6 до 8 км са разпръснати десетки малки островчета и скали. Дължината му от запад на изток е 25 км, а максималната му ширина – 14 км.
Бреговата линия с дължина 142 км е силно разчленена, особено северното крайбрежие, където дълбоко в сушата се врязват заливите Хеър, Шоал и Джо Батс Арм. По южното крайбрежие от запад на изток се редуват няколко малки залива: Коб, Литъл Селдом, Селдом, Уайлд, Кипен и Кейп. На източното крайбрежие има два залива – Санди и Оливърс, а по западното само един – Роджърс.
Релефът на острова е равнинен, като само в североизточната и северната част има ниски възвишения, височината на които достига до 90-100 м. Целият остров е осеян със стотици малки езера. Най-южните, крайбрежни райони са покрити с гори, а останалата част представлява ливади и пасища.
Островът най-вероятно е открит от португалския мореплавател Гашпар Кортереал (1450-1501) през 1500-1501 г., който го нарича Фого (Y do fogo) в превод от португалски означава „огнен остров“. До неотдавна крайбрежните води около острова са били богати на ценни видове риба, главно сьомга и треска, уловът на които e забранен, но се увеличава ловът на крабове (вид морски раци).
Първите жители на острова са индианците от племената беотук. Европейските рибари започват да посещават редовно острова, веднага след неговото откриване, но техни постоянни бази се появяват едва през 80-те години на XVII в. – Фого Харбър (сега Фого). До 90-те години на XX в. основният поминък на населението е риболовът, но с неговата забрана все по-голямо значение се отдава на развитието на туризма.
През 2006 г. на острова живеят 2706 души в 11 населени места: (данните за населението на отделните селища са за 2001 г.)
- Джо Батс Арм (778 души, заедно с Бард Айлънд и Шоал Бей) – на северното крайбрежие (залива Джо Батс Арм)
- Бард Айлънд
- Шоал Бей
- Фого (748 души) – на северозападното крайбрежие (залива Фого Хърбър)
- Селдом (444 души, заедно с Литъл Селдом) – на южното крайбрежие (залива Селдом)
- Литъл Селдом
- Тилтинг (248 души) – на източното крайбрежие (залива Санди)
- Стаг Харбър (223 души) – на югозападното крайбрежие (залива Коб)
- Айлънд Харбър (185 души) – на западното крайбрежие
- Дип Бей (141 души) – на северозападното крайбрежие (залива Хеър)
- Фого Айлънд Сентрал (15 души) – в централната част, в близост до единственото летище на острова.

По-рано на Фого е имало 26 населени места, 15 от които са изоставени. Има фериботна връзка с остров Нюфаундленд.